# Дайксель, Шмуэл
Шмуэл Дайксель (при рождении — Шмил-Герш Дайксель, также Даскал; идиш שמואל דײקסעל‎, англ. Samuel (Sheen) Daixel; 23 октября 1884, Кишинёв, Бессарабская губерния — 1975, Нью-Йорк) — американский еврейский прозаик, драматург, актёр, педагог, автор воспоминаний. Писал на идише.

## Биография
Родился 23 октября (по старому стилю) 1884 года в Кишинёве, в семье портного и хозяина ателье Абрама-Герша Дайкселя (родом из Антополя) и его жены Чарны Гершевны; у него была сестра-близнец Лея. Учился в казённом еврейском училище. Был ранен и арестован во время Кишинёвского погрома 1903 года. Участвовал в революционных событиях 1905 года, проходил армейскую службу в Туркестане. По возвращении в Кишинёв сотрудничал в газете «Бессарабская жизнь» (под псевдонимами Овод и Риварес).
В 1911 году перебрался в Америку, где работал в редакции нью-йоркской газеты «Новый мир» на русском языке, вскоре начал также писать и на идише. В 1928 году получил американское гражданство. Сотрудничал в газетах социалистической направленности «Фрайе арбетер штимэ» (Голос свободных рабочих), «Цукунфт» (Будущее), «Фрайхайт» (Свобода), «Моргн-Фрайхайт», и других. Работал актёром в еврейских театрах, хиропрактором, учителем в еврейской народной школе (фолксшул). В 1923 году стал директором «Кунст-ринг» (объединения искусств), в 1929 году — художественным директором летних лагерей «Единство» и «Киндерланд», входил в литературное объединение «Пролетпен». Публиковал пьесы, рассказы и повести, очерки, фельетоны, воспоминания. Жил в Бронксе.
Опубликовал ряд драматургических произведений, в том числе пьесы «Аф а най вэг» (На новом пути, в 2-х сценах), «Нох цвэлф банахт» (после полуночи, летняя фантазия), «Накетэ нешумэс» (Обнажённые души, драма), «Ин шлофлозер нахт» (В бессонную ночь), «Вэмэн ди гетэр либм» (Кого любят боги, драма), «Цвей фотерс» (Два отца, драма), Дос файер фун ундзерэ hеймэн (Огонь наших домов), «Ви мир зэнэн» (Мы как есть), «Ин зих» (В себе, психологическое исследование), «Шах мат» (драматическая зарисовка), «Вайс ун шварц» (Белое и чёрное), «The Crucible» (1918), «Albatross», «Дэр тэмпл фун алэ hейликейтн» (Храм всех святостей, одноактовая сатира, 1929), «Дэр цорн фун дэр эрд» (Гнев земли, драма в пяти актах и девяти сценах, 1929), «Цурик цум фолк» (Обратно к народу), а также сборник «Десять одноактовых пьес» (1925). Эти пьесы ставились различными еврейскими труппами Нью-Йорка и других городов США (пьеса «После полуночи» в английском переводе была поставлена бродвейской труппой Target Margin Theatre в 2012 году).
Книга «Азиатише дерцейлунген» (Азиатские рассказы, 1924) повествует о наблюдениях автора во время воинской службы в Средней Азии. Книга «Индианише дерцейлунген» (Индейские рассказы, 1959) содержит этнографические заметки Дайкселя, собранные во время его пребывания в Нью-Мексико среди индейцев племён Сиу, Апачи, Хопи и Навахо.
Умер в мае 1975 года в Нью-Йорке. Жена — Циля Дайксель (англ. Celia Daixel, 1895—1989).

## Книги
- די װעגן אין נעפּל (ди вэйгн ин нэпл — дороги в тумане, рассказы). Том 1. Нью-Йорк: Функн, 1923.
- אַזיִאַטישע דערצײלונגען (азиатише дерцейлунген — азиатские рассказы в 2-х тт.). Нью-Йорк: Функен, 1924.
- צען אײן-אַקטערס (цен эйн-актерс — десять одноактных пьес). Нью-Йорк: Фрайхайт, 1925.
- די װעגן אין נעפּל (ди вэйгн ин нэпл — дороги в тумане, рассказы). Том 2. Нью-Йорк: Функн, 1925.
- זײַן מאַיעסטעט און אַנדערע נאָװעלן (зайн майестет ун андерэ новелн — его величество и другие новеллы). Нью-Йорк: Фрайхайт, 1925.
- דער צאָרן פֿון דער ערד: אַ מאַסן-שפּיל אין פֿונף אַקטן און נײַן בילדער (дэр цорн фун дэр эрд  — гнев земли, пьеса в пяти актах и девяти картинках). Нью-Йорк: Функен, 1929.
- Nine One-Act Plays From the Yiddish, translated by Bessie F. White. Бостон: John W. Luce & Co., 1932.[15]
- מײַנע לעבנס (майнэ лэбнс — мои жизни, повести и рассказы). Нью-Йорк: Сигель, 1940.
- באַרג-אַרױף (барг-аройф — под гору, рассказы). Нью-Йорк: ש. דייקסעל בוך־קאמיטעט (Ш. Дейксель Бух-комитет), 1957.
- אינדיִאַנישע דערצײלונגען  (индианише дерцейлунген — индейские рассказы). Нью-Йорк: ש. דייקסעל בוך־קאמיטעט (Ш. Дейксель Бух-комитет), 1959.